# Leonor de Este (1561-1637)
Leonor de Este (Ferrara, 1561-Módena, 1637) fue una noble ferraresa y princesa consorte de Venosa.

## Biografía

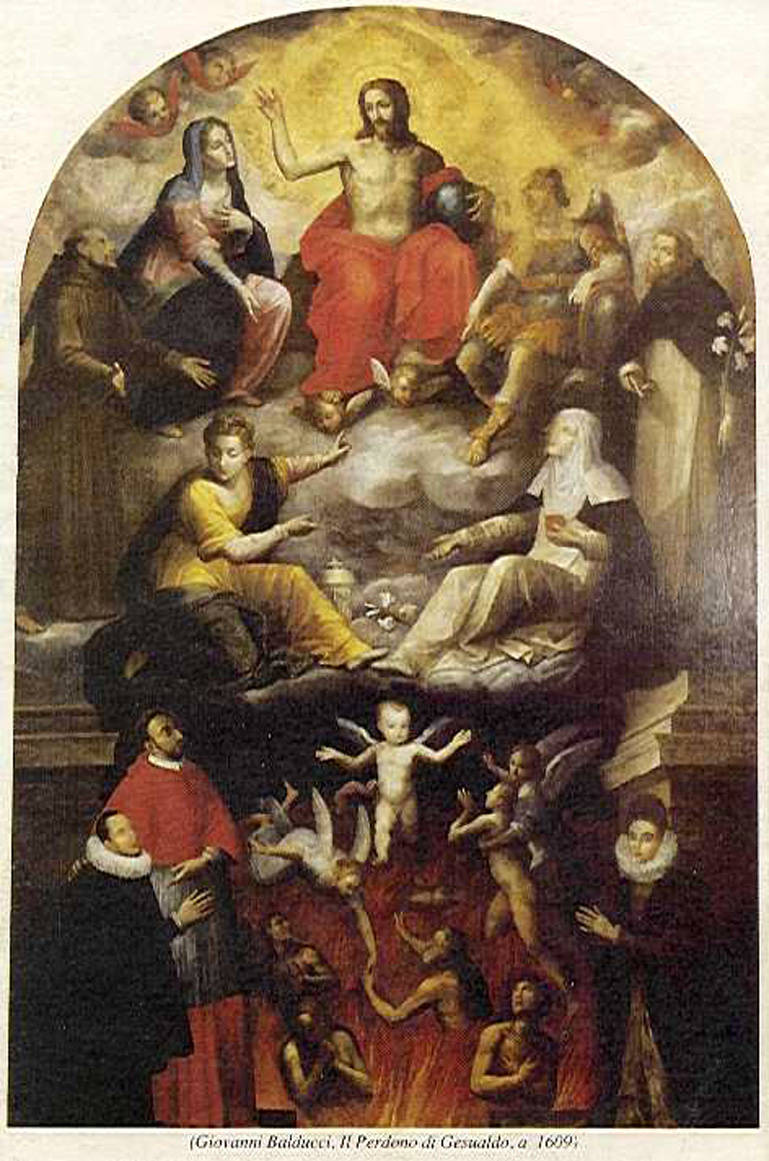
Gesualdo, iglesia de Santa María de las Gracias; Retablo del Perdón de Giovanni Balducci (1609), Leonor orante abajo a la derecha y su esposo Gesualdo a la izquierda presentado por su tío San Carlos Borromeo.

Era hija de Alfonso de Este, marqués de Montecchio e hijo ilegítimo del duque de Ferrara Alfonso I de Este, y su amante y finalmente tercera esposa, Laura Dianti.
Su padre la entregó como esposa a Carlo Gesualdo príncipe de Venosa; el matrimonio se celebró en Ferrara el 21 de febrero de 1594. Con ello Alfonso pretendía obtener el apoyo del tío de Carlo, el poderoso cardenal Alfonso Gesualdo, probable futuro papa, con la esperanza, luego vana, de que intervendría a favor de la casa de Este si, por falta de herederos, el ducado de Ferrara pasara a dominio pontificio.
La primera esposa de Carlo fue María de Ávalos, que fue encontrada en flagrante adulterio con su amante el duque de Andria y ambos muertos por el marido en la noche del 16 al 17 de octubre de 1590.
Leonor dio a su marido, que tenía un hijo de su anterior matrimonio, Emanuele, un niño, Alfonsino (1595-1600), que murió pronto. El matrimonio fue infeliz a causa de la avaricia y el maltrato de su marido y ella pasaba cada vez más tiempo fuera de la aislada propiedad del príncipe, escribiéndole Carlo muchas cartas enojadas a Módena, donde solía quedarse con su hermano.
El 10 de septiembre de 1613 quedó viuda y, si bien el testamento del marido le exigía quedarse en Gesualdo, para poder beneficiarse de la pensión anual y los títulos nobiliarios, ella regresó a Módena.